# Mels
Mels ist eine politische Gemeinde und eine Ortschaft im Wahlkreis Sarganserland im Schweizer Kanton St. Gallen. Sie liegt im Seeztal und ist (durch das Weisstannental) flächenmässig die grösste Gemeinde des Kantons.

## Geographie

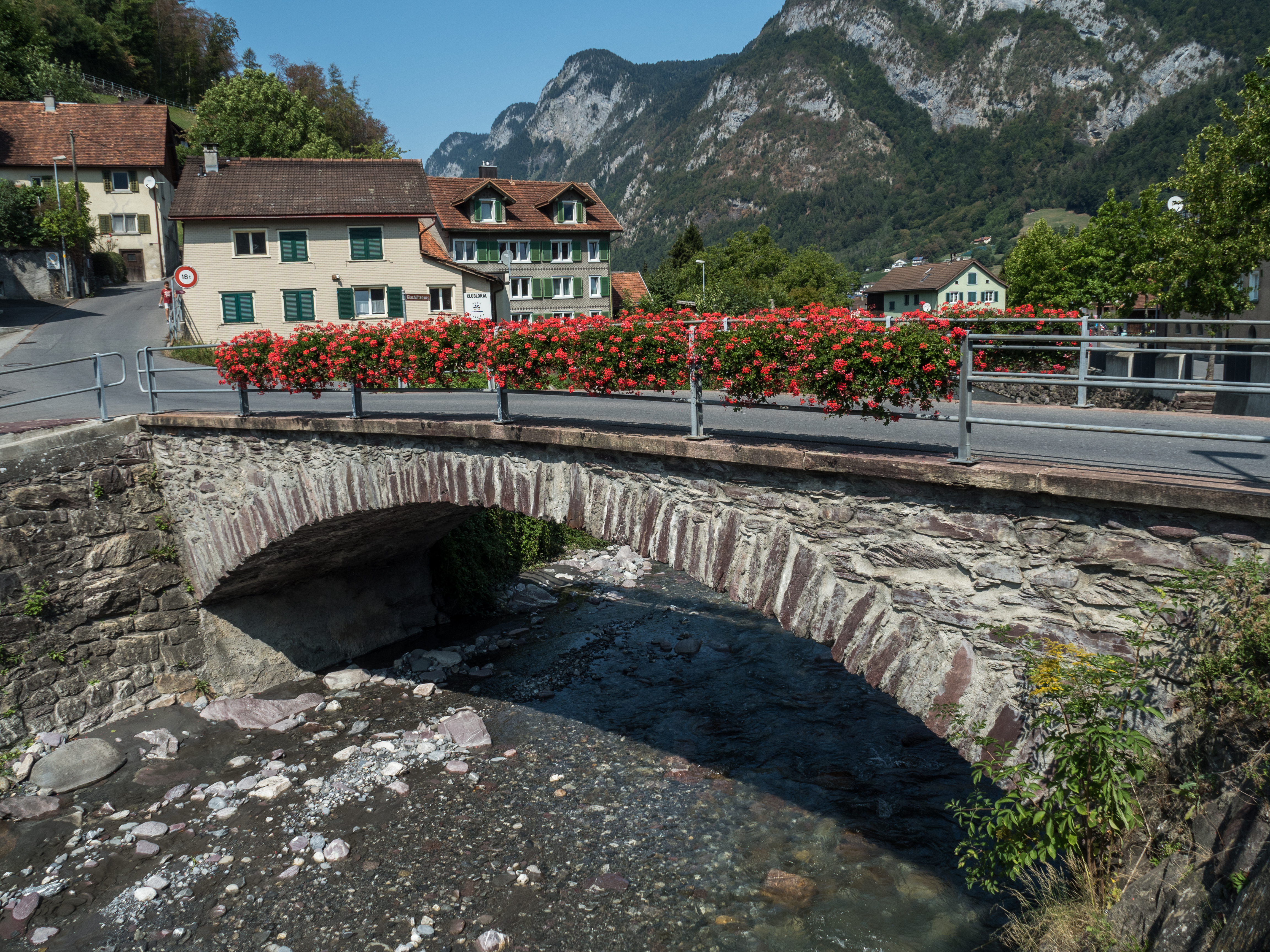
Brücke Mädriserstrasse über die Seez

Mels liegt zwischen dem Berg Gonzen, dem Rhein und der Seez. Auf dem Gemeindegebiet liegt der Berg Pizol. Bis ins frühe 18. Jahrhundert war das Siedlungsgebiet zum grossen Teil eine sumpfartige Landschaft. Den tiefsten Punkt bilden die Seezebene (457 m ü. M.) und den höchsten die Grosse Scheibe (2936 m ü. M.).
Zur Gemeinde gehören die Siedlungen Heiligkreuz bei Mels, Plons, Ragnatsch sowie die Weiler Butz, St. Martin, Mädris, Tils, die Hangsiedlung Vermol sowie die Walserdörfer Schwendi und Weisstannen im Weisstannental.

### Ortschaften
| PLZ  | Ortschaft                  | Höhe         | Einwohner (1. Juli 2022) |
| ---- | -------------------------- | ------------ | ------------------------ |
| 8887 | Mels                       | 497 m ü. M.  | 7596                     |
| 8888 | Heiligkreuz (Mels)         | 501 m ü. M.  | 1649                     |
| 8886 | Mädris-Vermol              | 775 m ü. M.  | 171                      |
| 8886 | Mädris-Vermol              | 1098 m ü. M. | 171                      |
| 8889 | Plons                      | 493 m ü. M.  | 595                      |
| 7325 | Schwendi im Weisstannental | 906 m ü. M.  | 132                      |
| 7326 | Weisstannen                | 1004 m ü. M. | 118                      |

## Geschichte
Der Hügel Castels war während der Jungstein-, Bronze-, Eisen- und Römerzeit besiedelt. Die Burgruine Nidberg geht auf das Frühmittelalter zurück. Funde aus diesen Epochen gab es auch bei Gasella, Alp Kohlschlagchläui, Rossheld, Plons, Alp Wallabütz-Matt, Ragnatsch, Heiligkreuz, Alp Palfries, Balnenwand und um das Dorf Mels.
Im Früh- und Hochmittelalter besassen die Klöster Disentis, Pfäfers, Einsiedeln und Schänis Grundbesitz in Mels. Die Vorgängerin der Pfarrkirche St. Peter und Paul wurde um 550 erbaut. Im 9. Jahrhundert gab es vier Kirchen. 1376 wurde die Pfarrkirche mit den Filialen Wangs und Vilters dem Kloster Pfäfers angegliedert. 1529 wurde Mels reformiert; der evangelische Pfarrer und Glarner Fridolin Brunner wirkte 1531 als Reformator, er wurde 1532 ausgewiesen. Mels kehrte zum katholischen Glauben zurück. 1654 wurde das Kapuzinerkloster gegründet.

Luftbild von Werner Friedli, 1968

Die Herrschaft mit der Blutgerichtsbarkeit wurde durch die Grafschaft Sargans ausgeübt, während die Meier von Windegg auf der Burg Nidberg (1265–1437, Meierhof des Klosters Pfäfers) die Niedere Gerichtsbarkeit besassen. Die Herrschaft Nidberg ging 1371 durch Kauf an die Herzöge von Österreich.
Im 15. /16. Jahrhundert wechselte Mels von der rätoromanischen zur deutschen Sprache. Von 1483 bis 1798 gehörte es als Teil der Landvogtei Sargans zur Gemeinen Herrschaft der Alten Eidgenossenschaft. Mels besitzt seit dem 17. Jahrhundert eine Gemeindeorganisation und war während der Helvetik Hauptort des gleichnamigen Distriktes im Kanton Linth. 1814 beteiligte sich Mels am Aufstand der ländlichen Demokraten im Sarganserland für mehr politische Rechte.
Im Zweiten Weltkrieg wurde der felsige Hügel Castels zu einer der wichtigsten Artilleriefestungen der Festung Sargans ausgebaut.

## Wappen

Logo der Gemeinde Mels

Blasonierung: In Blau zwei gekreuzt goldene Schlüssel.
Attribut des Kirchenpatrons St. Petrus, das bereits auf einem Grenzstein aus dem Jahr 1678 sowie auf je einer Bruderschafts- und Gemeindefahne aus dem 18. Jahrhundert zu finden ist.

## Kunst, Kultur, Freizeit

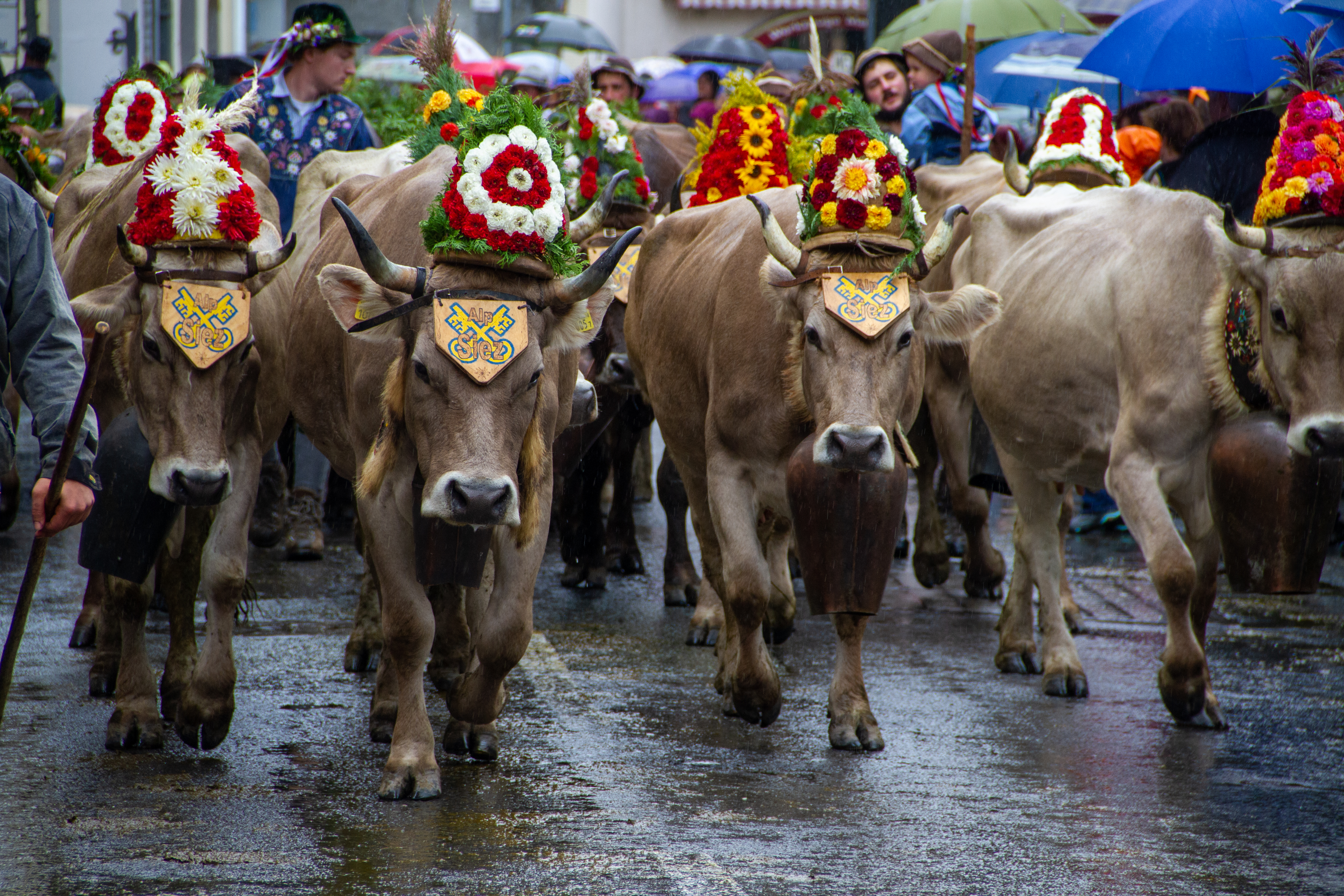
Alpabfahrt in Mels

Die 1875 gegründete Musikgesellschaft Konkordia Mels ist einer der ältesten Vereine am Ort. Sie gehört zu den grössten Musikvereinen der Schweiz und spielt seit 1957 ununterbrochen in der 1. Stärkeklasse Harmonie. Mit diversen «Tochtervereinen» wie Jugendmusik, Jugendspiel und Jungtambouren betreibt sie Jugendförderung. Seit 2008 nimmt sie an Musikfesten in der Parademusik mit Evolutionen teil und hat diverse Siege errungen.
Der Turnverein Mels ist mehrfacher Schweizermeister in den Disziplinen Barren- und Bodenturnen. 1993 wurde die humoristische Akrobatiktruppe D’Holmikers gegründet, die seither an unzähligen internationalen Shows teilgenommen hat. Als Höhepunkt gilt der Gewinn des «bronzenen Clowns» anlässlich des 41. internationalen Zirkusfestivals von Monte Carlo.
Im UHC Sarganserland, einem national bekannten und in der Nationalliga B spielenden Unihockeyclub, spielen mehrere Kaderspieler aus der Gemeinde Mels.
Die Kulturvereinigung Altes Kino Mels ist seit 1985 die führende Anbieterin von Kleinkunst in allen Sparten im Sarganserland.
Im Oktober 2020 wurde das Kultur- und Kongresshaus Verrucano eröffnet.

## Sehenswürdigkeiten
Um und auf den Hügel Castels führt der kulturhistorische Geoweg Mels, eine Geostätte des Geoparks Sardona.

## Wirtschaft

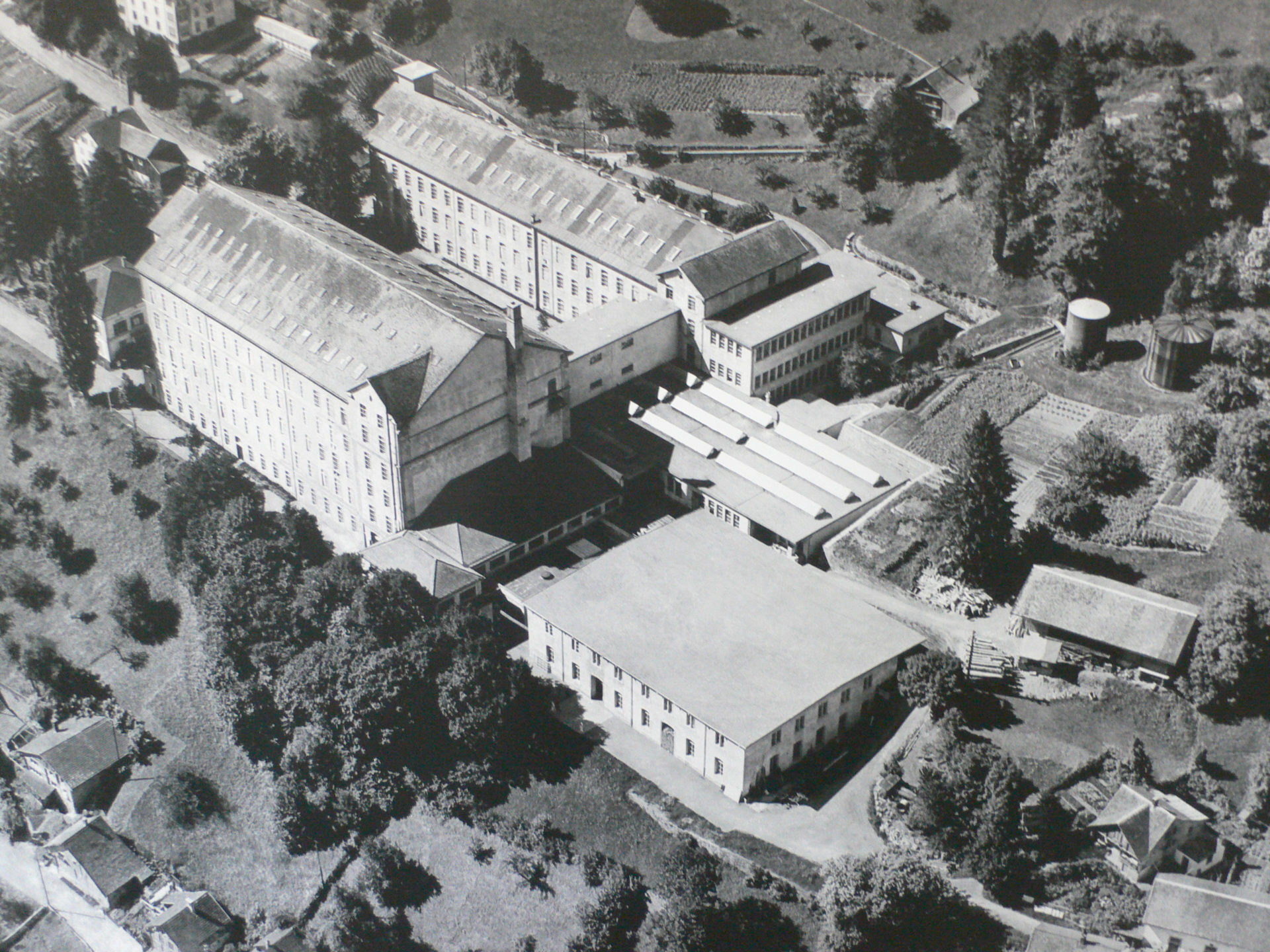
Textilfabrik Stoffel

Die Landwirtschaft war lange Zeit vorherrschend. Auf den über 20 Melser Alpen wurden Viehwirtschaft und -handel betrieben; der Ackerbau war weniger bedeutend. Ab Mitte des 18. Jahrhunderts wurden für den Transitverkehr Pferde gezüchtet und der Rebbau ausgeweitet. Vom 14. bis 18. Jahrhundert gab es in Mels und Umgebung Schmelzwerke und Schmieden für das Eisenerz vom Gonzen. Auf Castels wurden bis 1915 Mühlsteine für den Export nach Deutschland abgebaut. Die Glashütte existierte von 1803 bis 1863. Im 19. Jahrhundert nahmen mehrere Textilfabriken (Baumwollweberei, Spinnerei, Weberei, Färberei) ihren Betrieb auf. Markant steht die ehemalige Textilfabrik Stoffel auf einer Anhöhe über dem Dorf. Sie war 1878 eröffnet worden und beschäftigte einst bis zu 600 Mitarbeiter für 450 Webstühle und 43'000 Spindeln. 1960 wurde die Fabrik nach Amerika, von jenem Besitzer später nach Italien verkauft. Das Jahr 1997 bedeutete das Ende der Fabrik. 
Im 2012 wurden darin Szenen des Films Akte Grüninger gedreht, da sich das Flüchtlingslager Diepoldsau im Jahr 1938 ebenfalls in einer alten Fabrik befunden hatte. Das Areal wurde kurz danach von einer Investorengruppe gekauft, welche die gute Bausubstanz zur Umnutzung in Wohnungen und Ateliers umbauen wollte. Mit dabei ist auch die Arealentwicklerin des vergleichbaren Areals Alte Spinnerei Murg.

### Einkaufszentren
Nahe der Autobahn A3 stehen diverse grosse Einkaufszentren, die den regionalen Bedarf des Sarganserlandes abdecken: Der Pizolpark der Migros, das Pizol-Center des Coop sowie diverse weitere Zentren wie das EKZ Riet. In diesen Zentren sind alle wichtigen Einzelhandelsketten der Schweiz angesiedelt. Auf Gemeindegebiet stehen unter anderem auch ein Jumbo-Baumarkt mit grosser Fust-Filiale und seit November 2011 ein grosses Bauhaus-Fachcenter.

### Armee

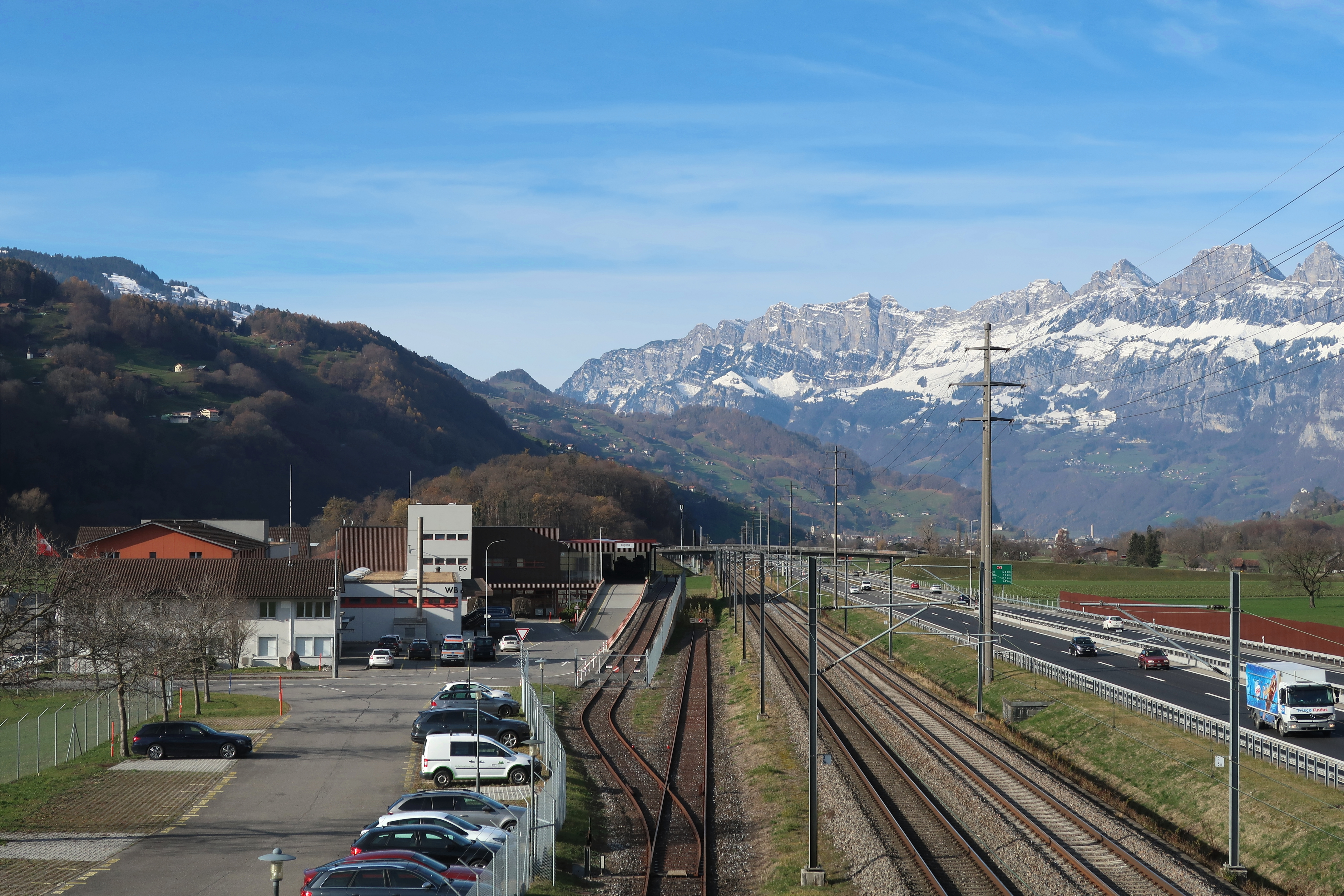
Aussenstelle Mels des Armeelogistikcenters Hinwil, rechts davon Bahnlinie Chur–Ziegelbrücke und Autobahn A3

Das Verteidigungsdepartement (VBS) betreibt in Mels, im Ortsteil Plons, eine Kaserne sowie ein Rekrutierungszentrum, zu dem Stellungspflichtige der Kantone St. Gallen, Graubünden, Schwyz, Glarus, Appenzell Innerrhoden und Appenzell Ausserrhoden geladen werden.

### Verkehr

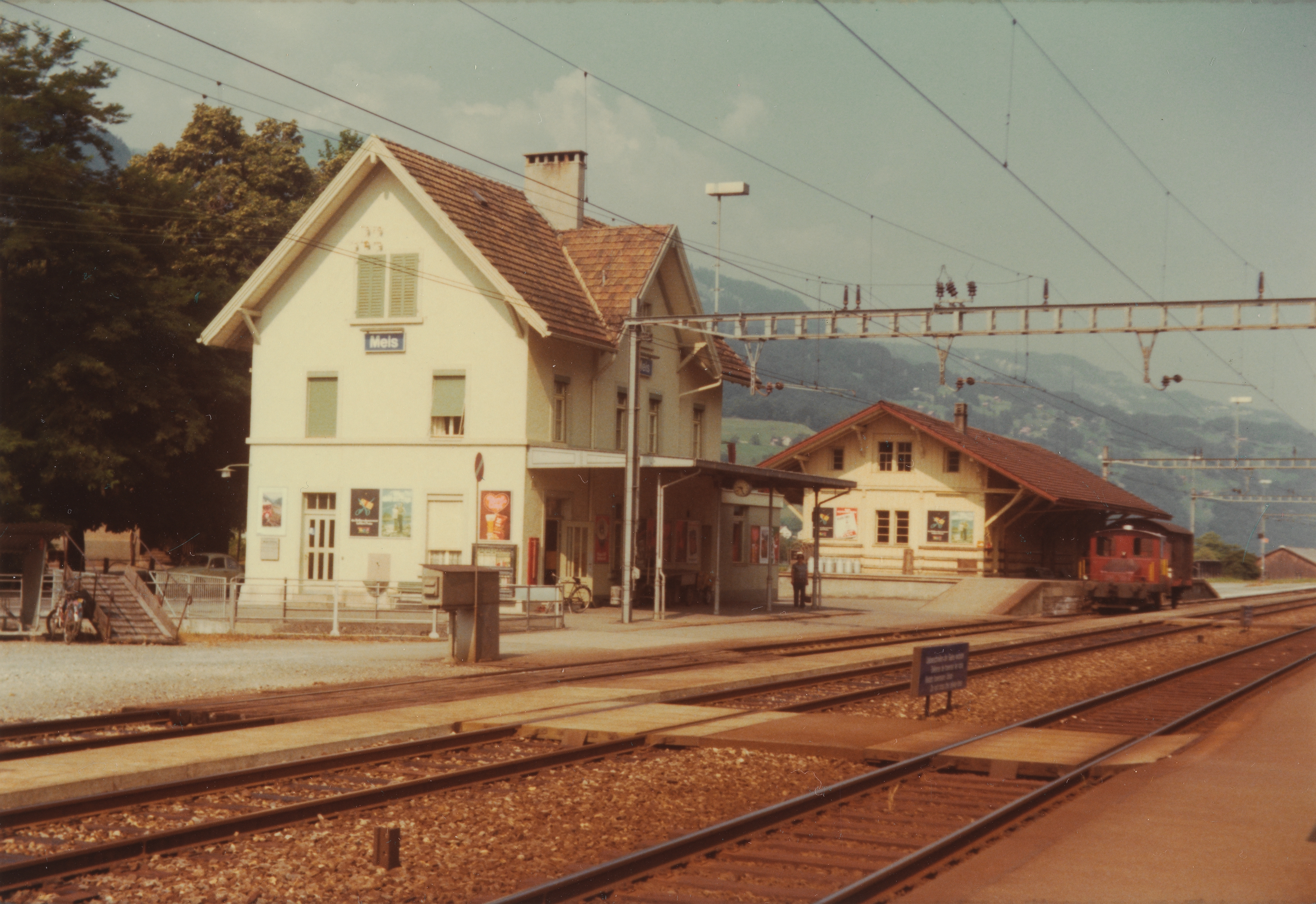
Bahnhof Mels (ca. 1980)

Mels liegt an der Bahnstrecke Ziegelbrücke-Chur und wird in beiden Richtungen stündlich von den Regionalzügen Ziegelbrücke – Sargans – Chur bedient. 
Im Strassenverkehr befindet sich hier ein Autobahndreieck mit der A3 und A13, von dem aus man Chur, Zürich und St. Gallen erreichen kann.
Mels verfügt über ein gut ausgebautes Bussystem mit Verbindungen nach Sargans und ins Rheintal. Die Buslinien verkehren auch durch Melser Nebenstrassen.

## Bevölkerung
| Bevölkerungsentwicklung | Bevölkerungsentwicklung | Bevölkerungsentwicklung | Bevölkerungsentwicklung | Bevölkerungsentwicklung | Bevölkerungsentwicklung | Bevölkerungsentwicklung | Bevölkerungsentwicklung | Bevölkerungsentwicklung | Bevölkerungsentwicklung | Bevölkerungsentwicklung | Bevölkerungsentwicklung | Bevölkerungsentwicklung | Bevölkerungsentwicklung | Bevölkerungsentwicklung | Bevölkerungsentwicklung | Bevölkerungsentwicklung | Bevölkerungsentwicklung | Bevölkerungsentwicklung |
| ----------------------- | ----------------------- | ----------------------- | ----------------------- | ----------------------- | ----------------------- | ----------------------- | ----------------------- | ----------------------- | ----------------------- | ----------------------- | ----------------------- | ----------------------- | ----------------------- | ----------------------- | ----------------------- | ----------------------- | ----------------------- | ----------------------- |
| Jahr                    | 1800                    | 1850                    | 1900                    | 1950                    | 1980                    | 2000                    | 2007                    | 2008                    | 2009                    | 2010                    | 2011                    | 2012                    | 2013                    | 2014                    | 2015                    | 2016                    | 2017                    | 2018                    |
| Einwohner               | 2433                    | 3305                    | 4035                    | 5837                    | 6235                    | 7837                    | 8019                    | 8026                    | 8080                    | 8358                    | 8481                    | 8537                    | 8580                    | 8617                    | 8620                    | 8605                    | 8610                    | 8623                    |

Die Anzahl der Bewohner stieg in den letzten Jahrzehnten an, weil Mels vermehrt industrialisiert wurde. Zudem stieg die Anzahl der Gewerbebetriebe.

### Religionen – Konfessionen

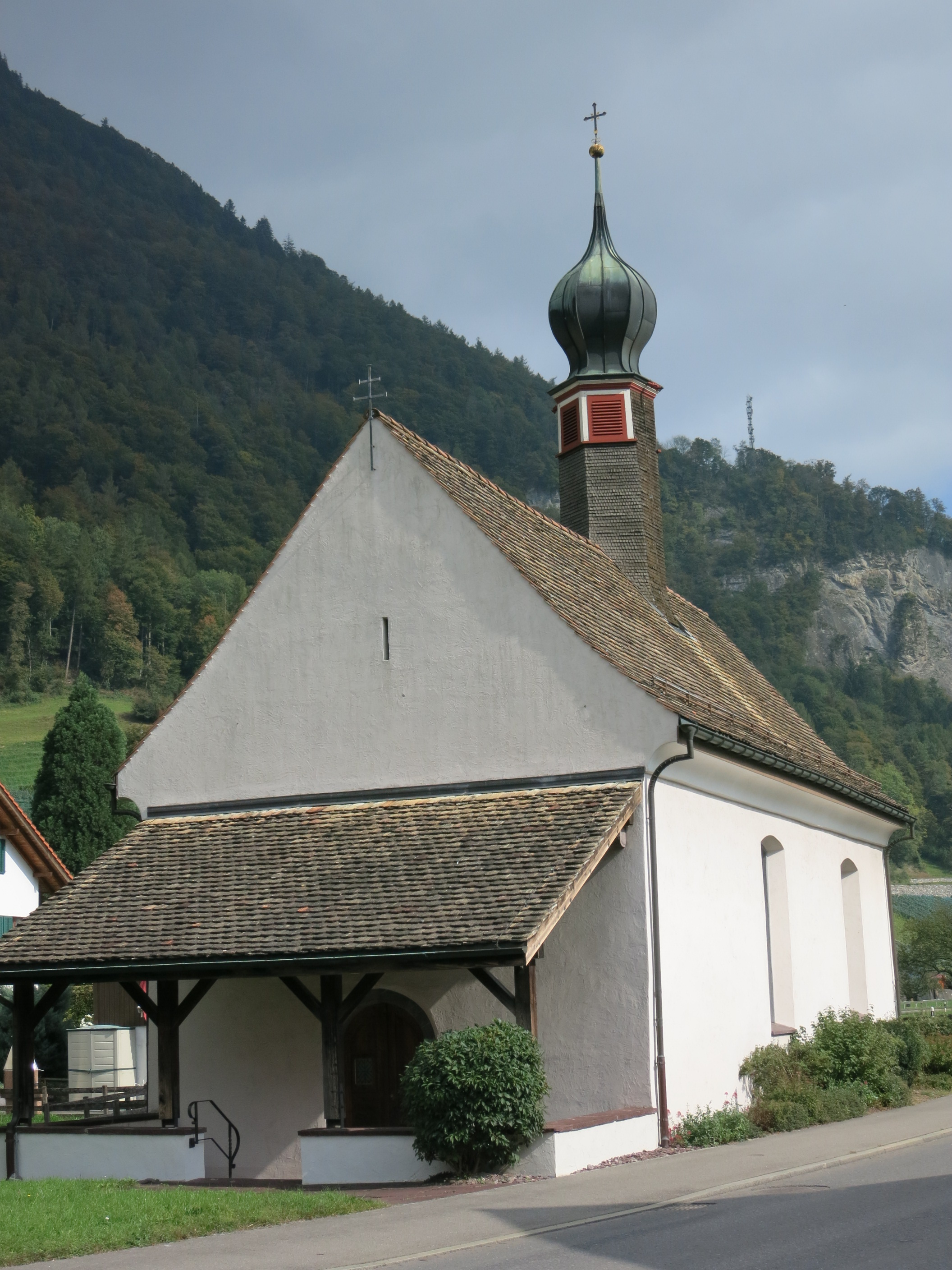
Kapelle Heiligkreuz

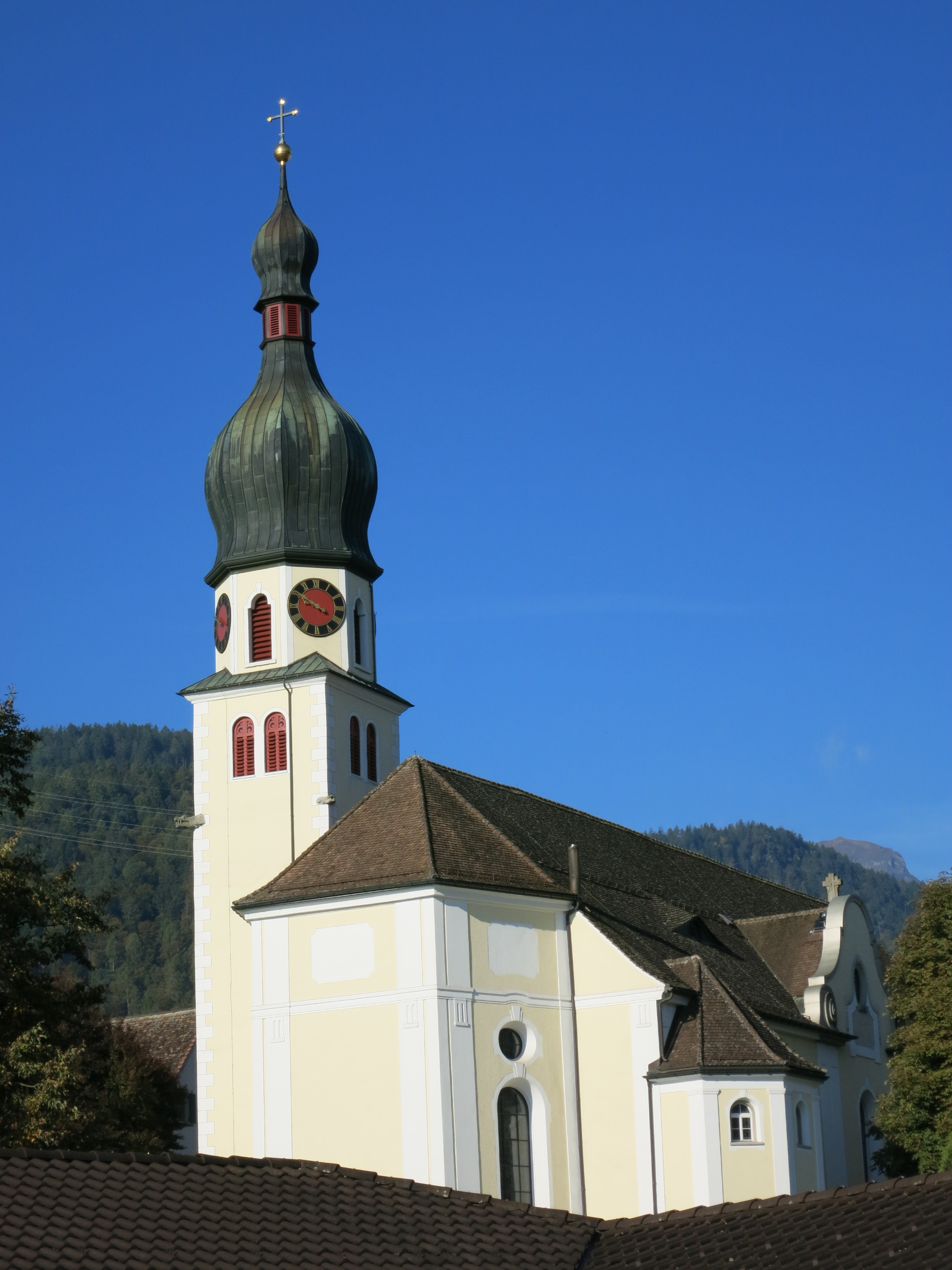
Kirche Mels

| Konfession | katholisch | evangelisch | ohne oder andere |
| Anzahl     | 72,96 %    | 9,43 %      | 17,61 %          |

## Persönlichkeiten
- Fridolin Brunner (1498–1570), evangelischer Pfarrer, wirkte 1531–1532 als Reformator und wurde ausgewiesen
- Franz Anton Good (1793–1866), Jurist und Politiker
- Wilhelm Good (1830–1897), Unternehmer und Politiker
- Ferdinand Hidber (1863–1909), Schullehrer, Verleger und Politiker
- Helen Meier (1929–2021), Schriftstellerin
- Otto Pfister (* 1937), deutscher Fussballtrainer
- Paul Good (* 1942), Philosoph (u. a. Die Unbezüglichkeit der Kunst)
- Josef Ackermann (* 1948), Bankmanager
- Ueli Ackermann (* 1957), Schauspieler und Regisseur (u. a. Der Welthund)
- Andy Egert (* 1961), Blues-Musiker
- Doris Ackermann (* 1963), Sängerin und Songschreiberin
- Susi Good (* 1966), Sportkletterin
- Andy Prinz (* 1974), Musikproduzent (u. a. für DJ Tatana)